# Argentína vasúti közlekedése

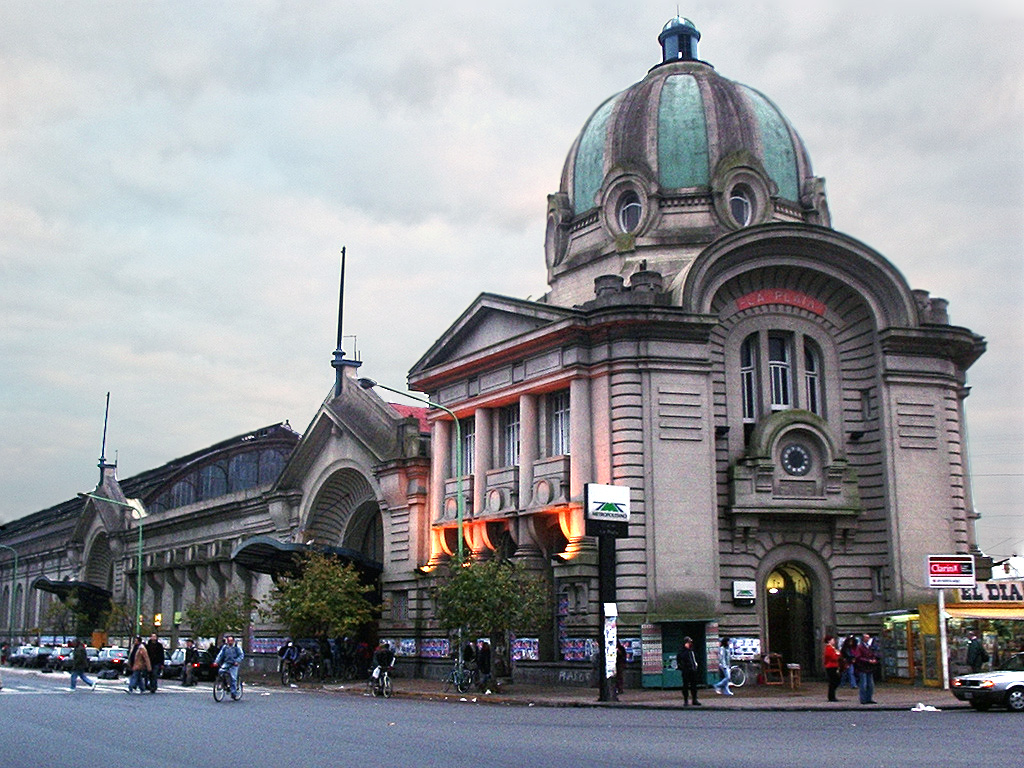
La Plata vasútállomása

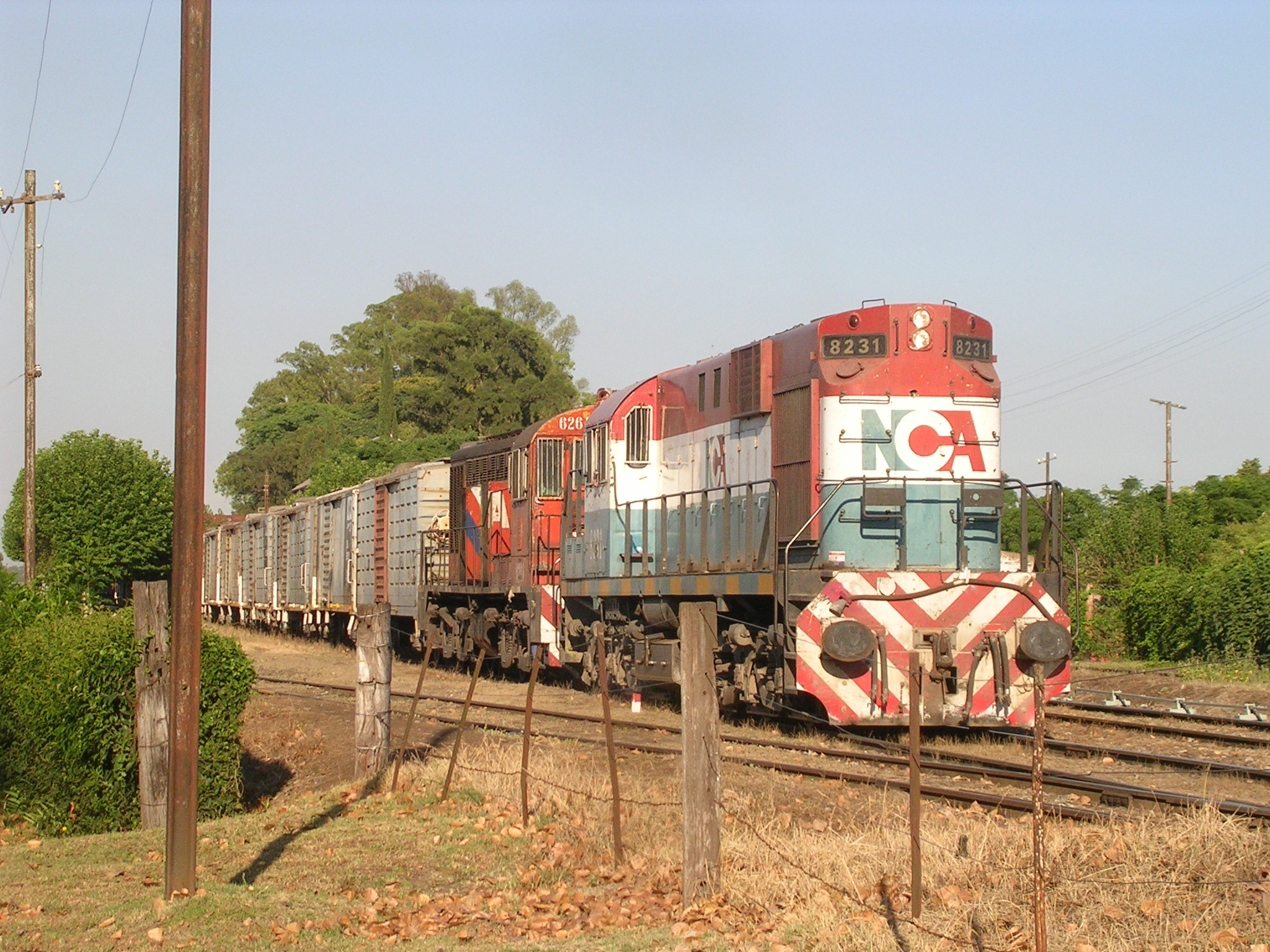
ALCO dízelmozdony

Argentína vasúti hálózatának legnagyobb hossza a második világháború idején volt, ekkor kb. 47 000 km pálya hálózta be az országot és a maga idejében a világ egyik legkiterjedtebb és legvirágzóbb vasúthálózata volt. Az autópálya-építések növekedésével azonban a vasút jövedelmezőségének erőteljes csökkenése következett be, ami 1993-ban a Ferrocarriles Argentinos (FA), az állami vasúttársaság feloszlatásához vezetett. A privatizációt követő időszakban magán- és tartományi vasúttársaságok jöttek létre, és újjáélesztették az FA által egykor üzemeltetett főbb személyszállítási útvonalak egy részét.
Elégedetlenül a vasút magánirányításával, 2012-től kezdődően és az egyszeri tragédiát követően a nemzeti kormány elkezdte visszaállamosítani a magánüzemeltetők egy részét, és megszüntette a szerződések megújítását. Ezzel egyidejűleg megalakult az Operadora Ferroviaria Sociedad del Estado (SOFSE) a vonalak üzemeltetésére, amelyeket ebben az időszakban fokozatosan átvett a kormány, és az argentin vasutak sokkal nagyobb beruházásokat kezdtek kapni, mint a korábbi évtizedekben. 2014-ben a kormány megkezdte a távolsági gördülőállomány és a sínek cseréjét is, és végül 2015-ben javaslatot terjesztett elő, amely még abban az évben Nuevos Ferrocarriles Argentinos néven újjáélesztette a Ferrocarriles Argentinost.
A vasúthálózat ma 36 966 km-es méretével valamivel kisebb, mint egykor volt, bár még mindig a világ 8. legnagyobb vasúthálózata, és a 15. legnagyobb az utasszámot tekintve.
Napjainkban tervek vannak az infrastruktúra modernizációjára, új vonalak üzembe helyezésére, köztük egy nagysebességű vasútvonalra is, amely a fővárost, Buenos Airest és Rosariót kapcsolná össze. Nemzeti vasúttársasága a Ferrocarriles Argentinos.

## Vasúti kapcsolata más országokkal
- Bolívia - van, 1000 mm-es nyomtáv
- Brazília - van, eltérő nyomtáv: 1000 mm / 1435 mm
- Chile - megszűnt, újranyitása tervezett[12][13]
- Paraguay - van, azonos nyomtáv
- Uruguay - van, azonos nyomtáv

## Nyomtávok
Argentína vasútjai öt nyomtávot használnak:
- Fővonalak:
  - Széles nyomtáv: 1676 mm – 24 481 km
  - Normál nyomtáv: 1435 mm  – 2765 km
  - Méteres nyomtáv: 1000 mm – 11 080 km
- Mellékvonalak:
  - Keskeny nyomtáv: 750 mm  – 409 km
  - Nagyon keskeny nyomtáv: 500 mm – 8 km

## Városi vasutak
A városi vonalakat több több társaság üzemelteti:
- Belgrano Norte Line / Ferrovías
- Belgrano Sur Line / UGOFE
- Mitre Line / Trenes de Buenos Aires
- Roca Line / UGOFE
- San Martin Line / UGOFE
- Sarmiento Line / Trenes de Buenos Aires
- Urquiza Line / Metrovías
- Tren de la Costa / Tren de la Costa S.A.

## Érdekesség
Az egész amerikai kontinens legdélibb vasúti állomása az argentínai Puerto Deseadóban van, ám az állomás és a teljes vonal, amelynek végállomása Puerto Deseado, már nem üzemel. A menetrend szerinti személyforgalmat is bonyolító legdélibb vasúti állomás az Esquel városában lévő keskeny nyomtávú, turisztikai célú gőzvontatta vasút, az El Maiténig közlekedő ún. "Öreg Patagóniai Expressz" kiindulási állomása.